# Бойчук, Игорь Васильевич
Игорь Васильевич Бойчук (укр. Ігор Васильович Бойчук; род. 10 января 1994, Черновцы) — украинский футболист, защитник

## Карьера
Игорь является воспитанником ДЮСШ «Буковина». В 2011—2015 годах он выступал на любительском уровне за клубы «Запад» (Снятын), «Маяк» (Великий Кучуров) и «Волока», дважды выиграв чемпионат Черновицкой области. В 2016 году Игорь вернулся в родной клуб в качестве игрока взрослой команды.
В «Буковине» он провёл 2 с половиной сезона, сыграв в 69 матчах и забив 5 голов во всех турнирах. В 2018 году Игорь стал игроком «Агробизнеса». За 2 года в этом клубе защитник принял участие в 53 матчах первой лиги, отметившись 3 забитыми мячами.
В 2020 году Игорь перешёл в «Рух». Он результативно дебютировал за эту команду 23 августа в матче украинской премьер-лиги против «Ворсклы». Всего защитник провёл 2 встречи за «Рух» в чемпионате Украины и 1 кубковый поединок. В зимнее трансферное окно он вернулся в «Агробизнес».

## Достижения
Командные
- Полуфиналист Кубка Украины: 2020/21

Личные
- Включен в сборную второго полугодия сезона Второй лиги Украины 2017/18 по версии Sportarena.com — позиция левый защитник № 1[6].
- Включен в сборную второй части сезона Первой лиги Украины 2019/20 по версии Sportarena.com — позиция левый защитник № 2[7].
- Включен в сборную сезона Первой лиги Украины 2019/20 по версии Sportarena.com — позиция левый защитник № 2[8].

## Статистика
| Соревнования         | Матчи | Количество забитых мячей |
| -------------------- | ----- | ------------------------ |
| Премьер-лига Украины | 2     | 1                        |
| Первая лига Украины  | 117   | 5                        |
| Кубок Украины        | 5     | 0                        |
| Вторая лига Украины  | 36    | 4                        |
| Всего за карьеру     | 160   | 10                       |